# Гачина, Андрей
Андрей Гачина (хорв. Andrej Gaćina; род. 21 мая 1986, Задар, СФРЮ) — хорватский игрок в настольный теннис, участник 5 летних Олимпийских игр (2008—2024), чемпион Европы 2011 года в парном разряде.

## Спортивная биография
На юниорском уровне главным достижением в карьере Гачины стал выход в полуфинал на молодёжном чемпионате мира в парном разряде в 2004 году. С 2006 года молодой хорватский теннисист стал выступать на турнирах под эгидой ITTF. В 2007 году сборная Хорватии с Андреем в составе добралась до финала европейского первенства, где уступили более сильной сборной Германии.
В 2008 году Гачина дебютировал на летних Олимпийских играх в Пекине. Андрей принял участие только в командных соревнованиях, выступая в парным матчах вместе с Тань Жуйу. На групповом этапе хорватской паре удалось одержать две победы, потерпев поражение только от немецкого дуэта. В своей группе хорваты заняли второе место и отправились в плей-офф за бронзовые медали. В первому раунде хорватам противостояли австрийцы. Первые две одиночные встречи завершились поражением хорватов. В парах Гачина и Тань Жуйу смогли выиграть свою встречу со счётом 3:2, но уже в следующем поединке, впервые игравший на турнире одиночный матч Гачина, уступил более опытному Вернеру Шлагеру и сборная Хорватии уступила с общим счётом 1:3 и выбыла из турнира. В 2010 году Гачина первый раз в карьера победил на этапе ПРО-тура, став первым в парном разряде на этапе в польской Варшаве. В 2011 году хорватский теннисист вместе с португальцем Маркушем Фрейташем завоевал золото европейского первенства в парном разряде.
На летних Олимпийских играх 2012 года в Лондоне Гачина выступил только в одиночном разряде, поскольку сборная Хорватии не смогла пройти квалификационный отбор к Играм. Своё выступление Гачина, посеянный 27-м, начал со второго раунда, где уверенно в 4-х партиях победил титулованного шведа Йоргена Перссона. В третьем раунде соперником Андрея стал россиянин Александр Шибаев. Матч продолжался максимально возможные семь партий, но в итоге Гачина смог склонить чашу весов на свою сторону и выйти в следующий раунд соревнований. Путь к решающим поединкам Андрею преградил представитель Китайского Тайбэя. Соперником стал Чжуан Цзиньюань. Гачине удалось навязать борьбу в поединке, но по итогам 6-ти партий победа досталась азиатскому теннисисту. В 2015 году Гачина во второй раз в карьере победил на этапе ПРО-тура, став первым в парном разряде на этапе в катарской Дохе.

## Достижения

### Игровые
Одиночный разряд
- Серебряный призёр Средиземноморских игр: 2009;

Парный разряд
- Чемпион Европы: 2011;
- Победитель 2 турниров Про-Тура ITTF;
- Серебряный призёр Средиземноморских игр: 2009;

Командный турнир
- Серебряный призёр чемпионата Европы: 2007; (в составе сборной Хорватии);

## Клубы
- — 2005  Задар
- 2005 — 2006  Рамштайн
- 2006 — 2007  Унтермберг
- 2007 — 2008  Штайнхайм
- 2008 — 2009  Шарлеруа
- 2009 — 2010  Саарбрюккен
- 2010 — 2011  Шарлеруа
- 2011 — 2012  Либхерр Оберхаузен
- 2012 — н.в.  Цугбрюкке Гренцхаузен